# Halland, Storbritannien
Halland är en by i East Sussex i England i Storbritannien. Den 3 december 2006 inträffade en olycka vid en fyrverkerifabrik, vilken ledde till två människor dog och minst tolv andra skadades.

## Turism
- Bentley Wildfowl and Motor Museum

### Fotnoter
1. ↑  BBC: Fireworks depot blaze kills two